# حلقه‌های نجومی

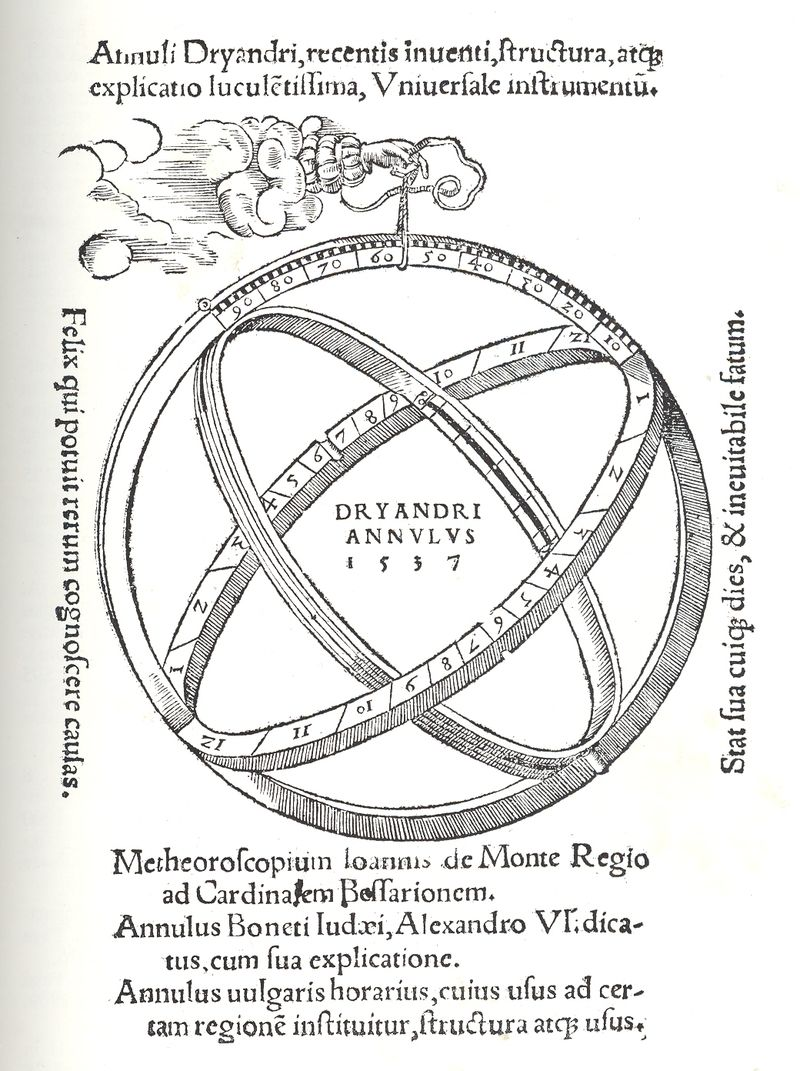
طرح حلقه‌های نجومی (یوهانس دریاندر، Annulorum trium diversi generis...، منتشر شده در ماربورگ، ۱۵۳۷)

حلقه‌های نجومی (انگلیسی: Astronomical rings)، (لاتین: annuli astronomici), که به عنوان حلقه‌های گما نیز شناخته می‌شوند، یکی از ابزارهای اولیه اخترشناسی است. این ابزار از سه حلقه تشکیل شده است که نمایانگر استوای سماوی، میل و نصف‌النهار سماوی هستند.
این ابزار می‌تواند به‌عنوان ساعت آفتابی برای تعیین زمان در صورتی که عرض جغرافیایی و فصل تقریبی مشخص باشد، یا برای تعیین عرض جغرافیایی در صورتی که زمان مشخص باشد (مانند ظهر) استفاده شود. این وسیله را می‌توان نسخه‌ای ساده و قابل حمل از استرلاب گوی‌شکل یا شکلی پیچیده‌تر از اسطرلاب دانست.

## تاریخچه
قسمت‌هایی از این ابزار به سازه‌هایی برمی‌گردد که توسط اخترشناسی یونان باستان ساخته و استفاده می‌شد. گما فریزیوس چندین ابزار مختلف را در یک وسیله کوچک و قابل حمل ترکیب کرد که به‌عنوان حلقه نجومی شناخته می‌شود. او برای اولین بار این طرح را در سال ۱۵۳۴ منتشر کرد، و سپس در اثر پتروس آپیانوس با عنوان Cosmographia در سال ۱۵۳۹ معرفی کرد. این حلقه‌ها محاسبات زمینی و آسمانی را ترکیب می‌کردند.

## انواع

### حلقه‌های نجومی ثابت

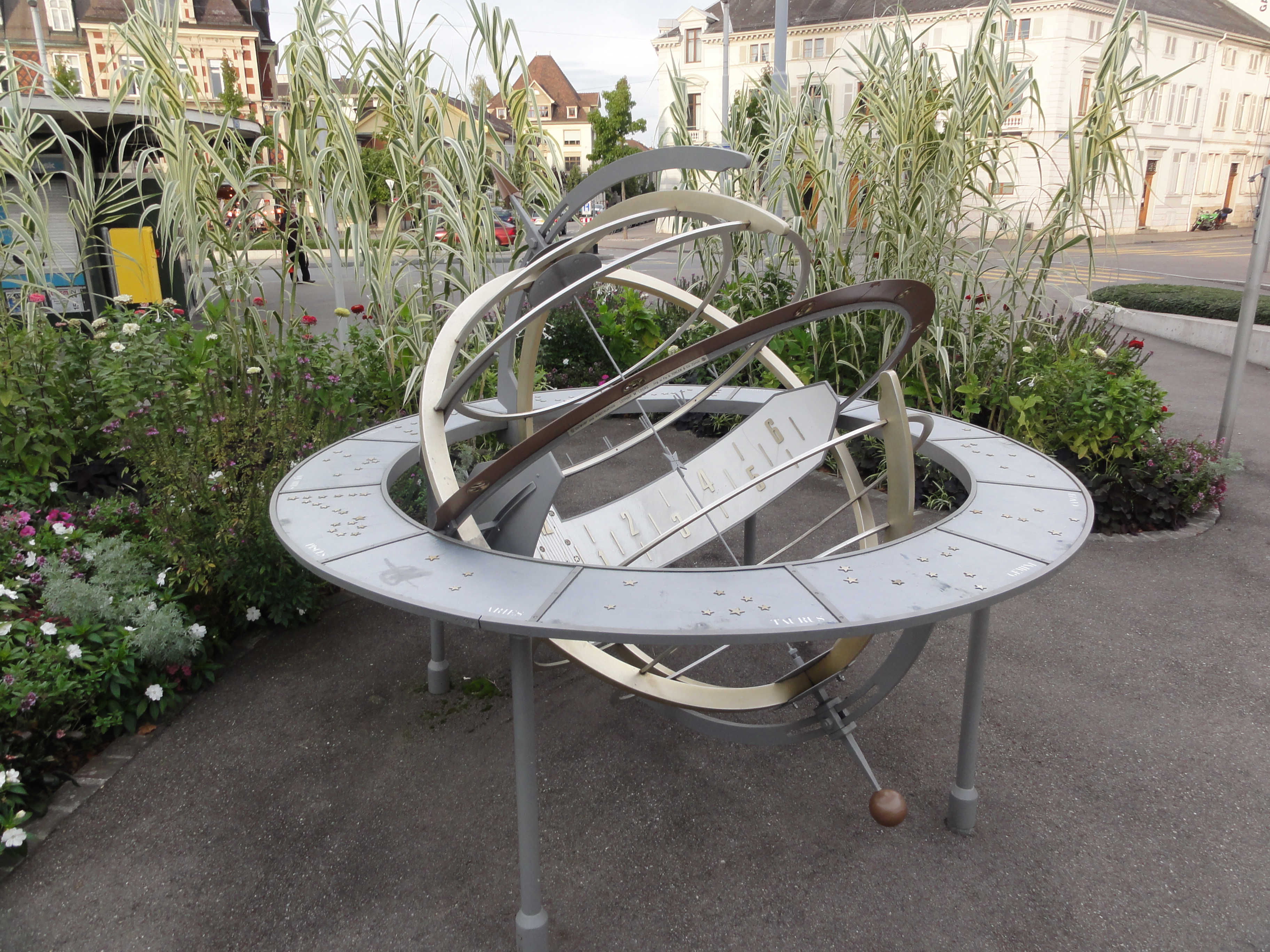
ساعت آفتابی استوایی

حلقه‌های نجومی ثابت بر روی پایه‌ای مانند استرلاب گوی‌شکل نصب شده و می‌توانند به‌عنوان ساعت آفتابی استفاده شوند.

### ساعت آفتابی مسافرتی یا حلقه استوایی جهانی
این ساعت از یک بند یا زنجیر آویزان شده است؛ نقطه تعلیق روی حلقه نصف‌النهار عمودی می‌تواند برای تطابق با عرض جغرافیایی محلی تغییر کند. زمان از روی حلقه استوایی خوانده می‌شود؛ در نمونه زیر، میله مرکزی تا زمانی که یک پرتو خورشید از یک سوراخ کوچک عبور کرده و بر روی حلقه افقی استوایی بیفتد، چرخانده می‌شود.

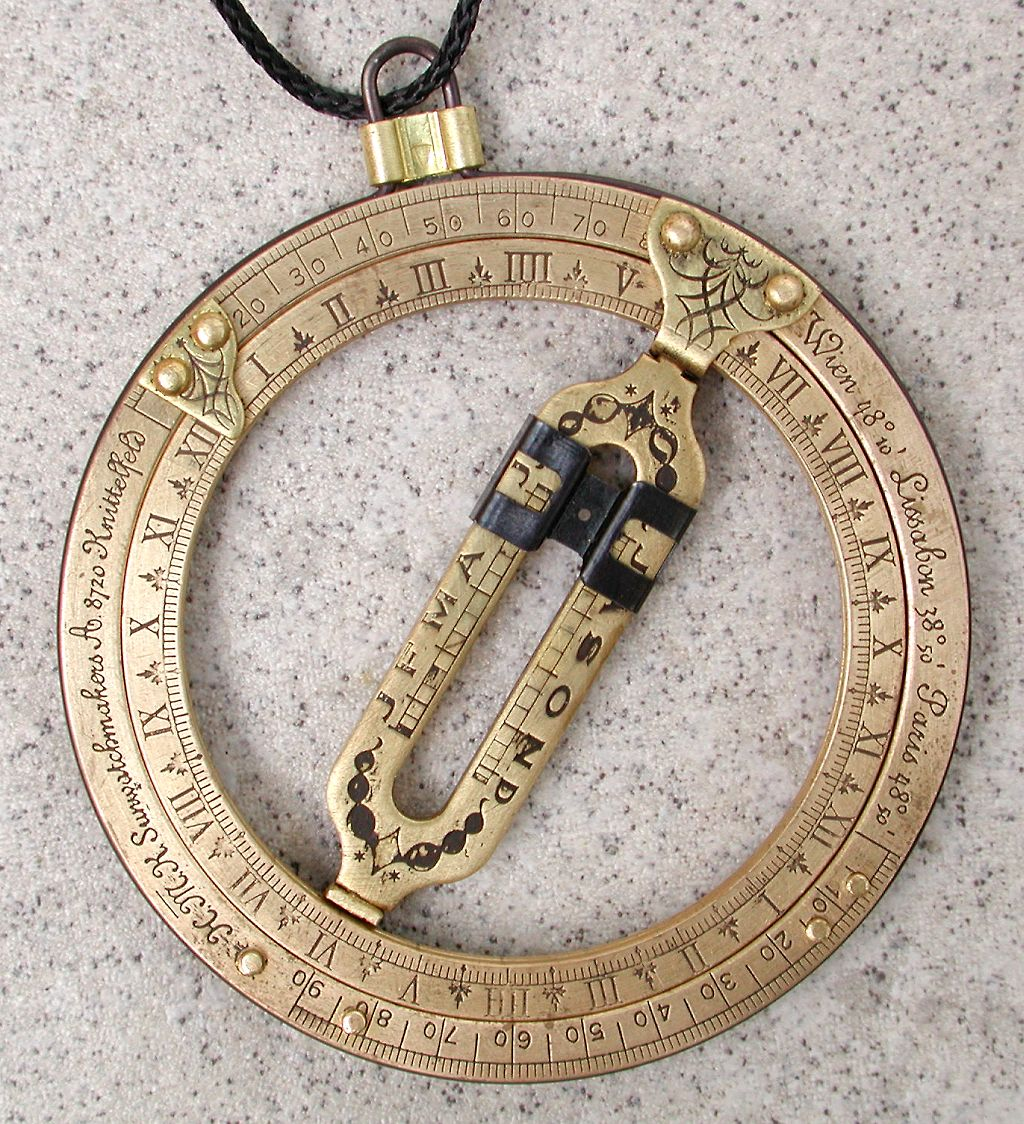
ساعت آفتابی مسافرتی یا حلقه جهانی، نسخه قابل حمل حلقه‌های نجومی، بسته برای حمل‌ونقل.
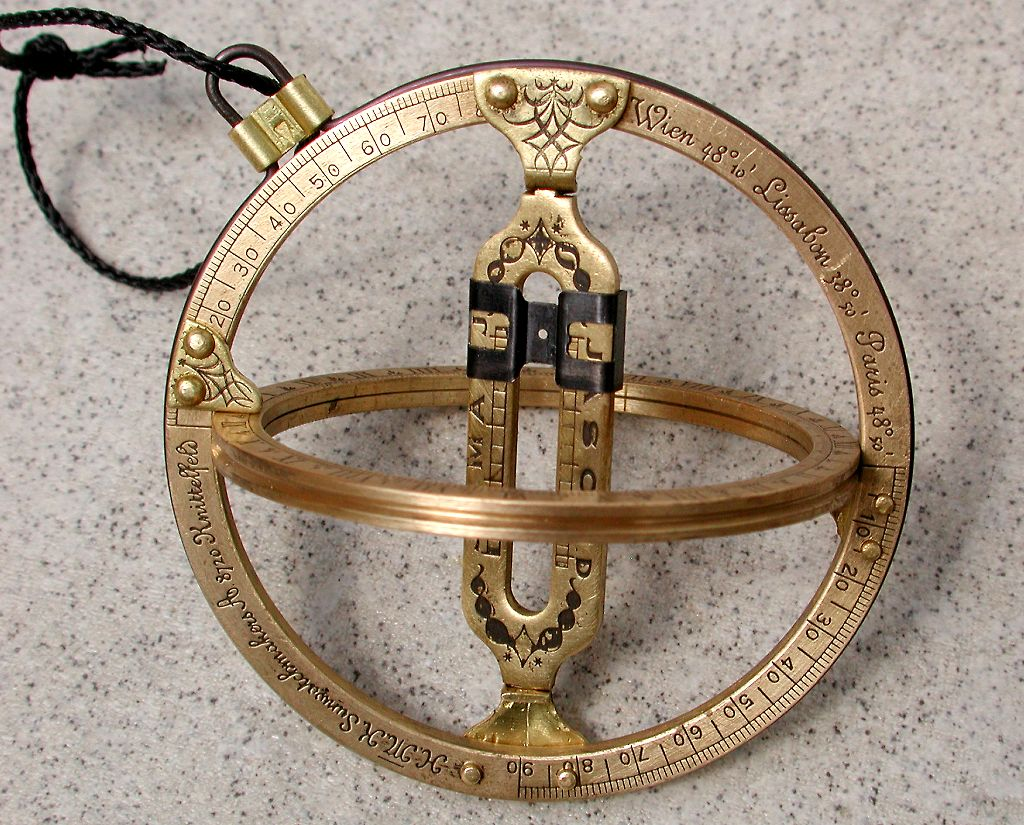
ساعت آفتابی مسافرتی، باز و آماده استفاده. برای توضیح بخش‌های مختلف این ساعت به نظرات روی فایل مراجعه کنید.
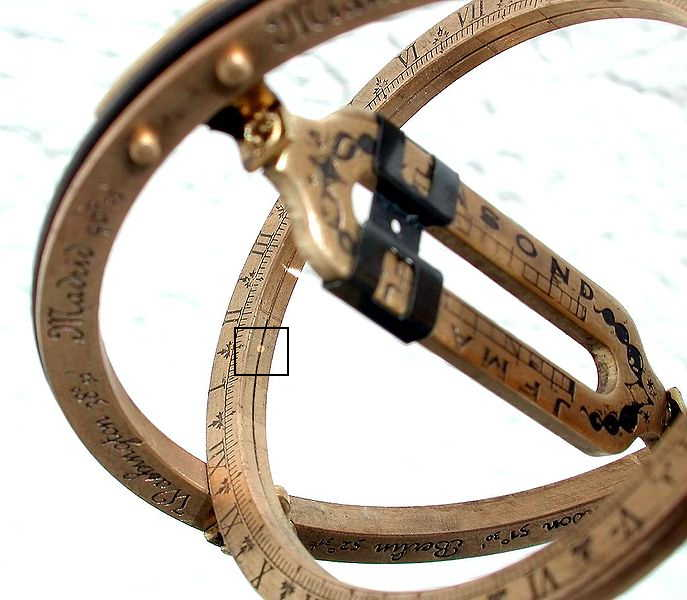
ساعت آفتابی مسافرتی در حال استفاده، با موقعیت پرتو نور (درون مربع برجسته) برای خواندن زمان. برای اطلاعات بیشتر به نظرات روی فایل مراجعه کنید.

### حلقه خورشیدی
یک حلقه خورشیدی یا حلقه کشاورز، نسخه‌ای ساده و وابسته به عرض جغرافیایی از حلقه‌های نجومی است. در حلقه‌های خورشیدی یک‌تکه، مقیاس زمان و ماه در داخل حلقه علامت‌گذاری شده است؛ پرتو خورشید که از سوراخی در حلقه عبور می‌کند، نقطه‌ای را روی این مقیاس روشن می‌کند. حلقه‌های خورشیدی جدیدتر معمولاً از دو بخش تشکیل شده‌اند که یکی از آنها برای تنظیم ماه جابجا می‌شود. این حلقه‌ها اغلب دقت کمتری دارند.

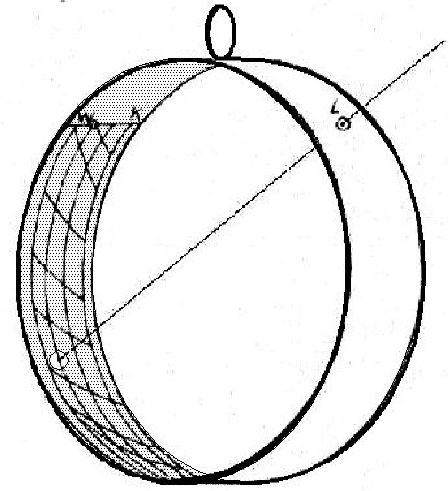
طرح یک حلقه خورشیدی یک‌تکه با پرتو خورشید
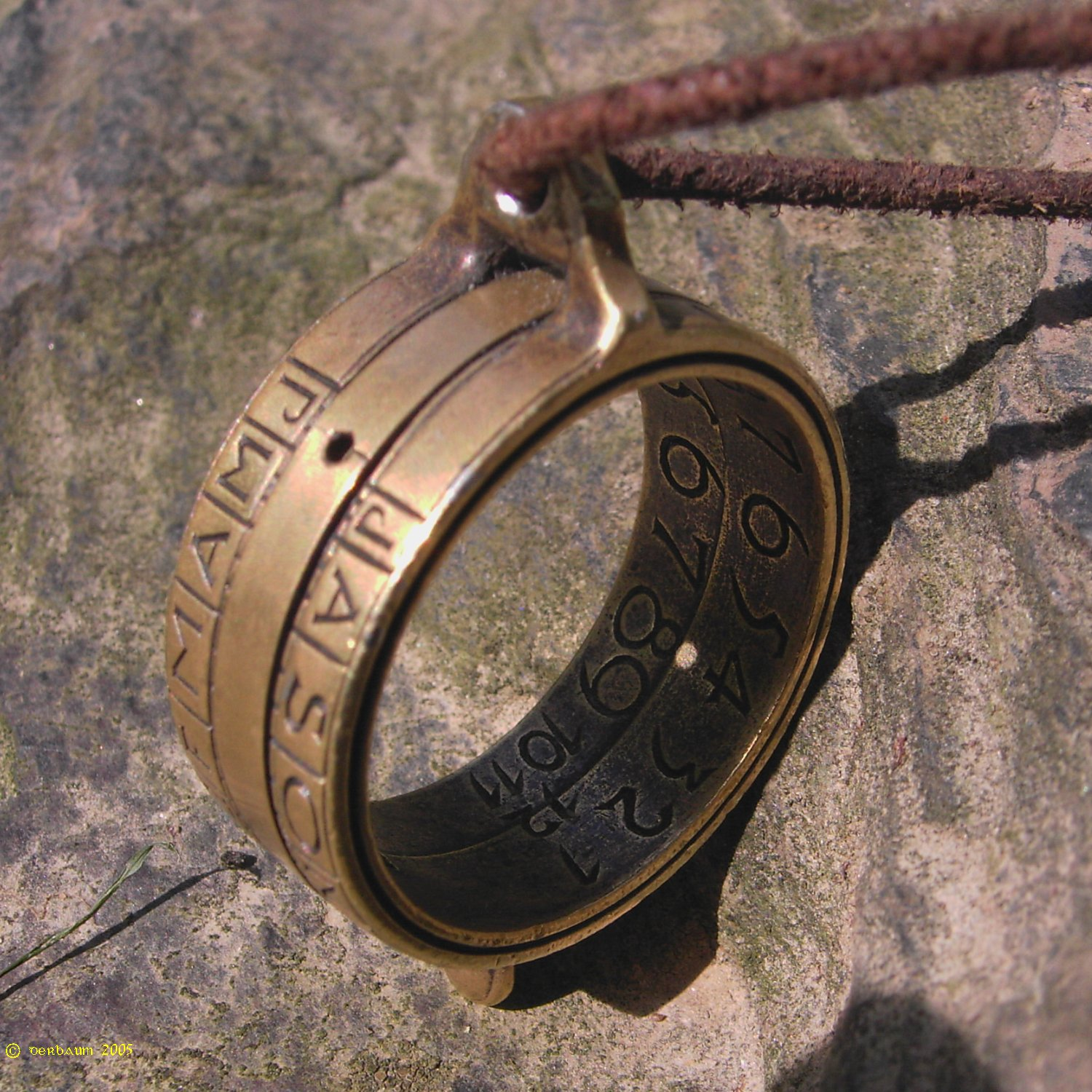
حلقه خورشیدی دوتکه یا حلقه کشاورز با پرتو نور برای نمایش زمان
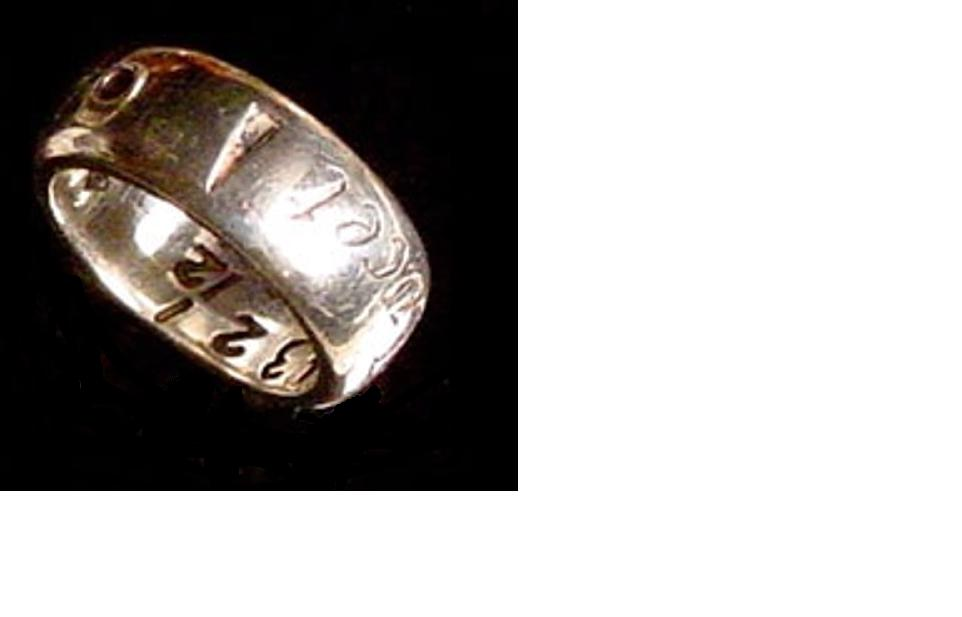
حلقه ساعت آفتابی ساده، در حال استفاده نیست

### حلقه دریایی

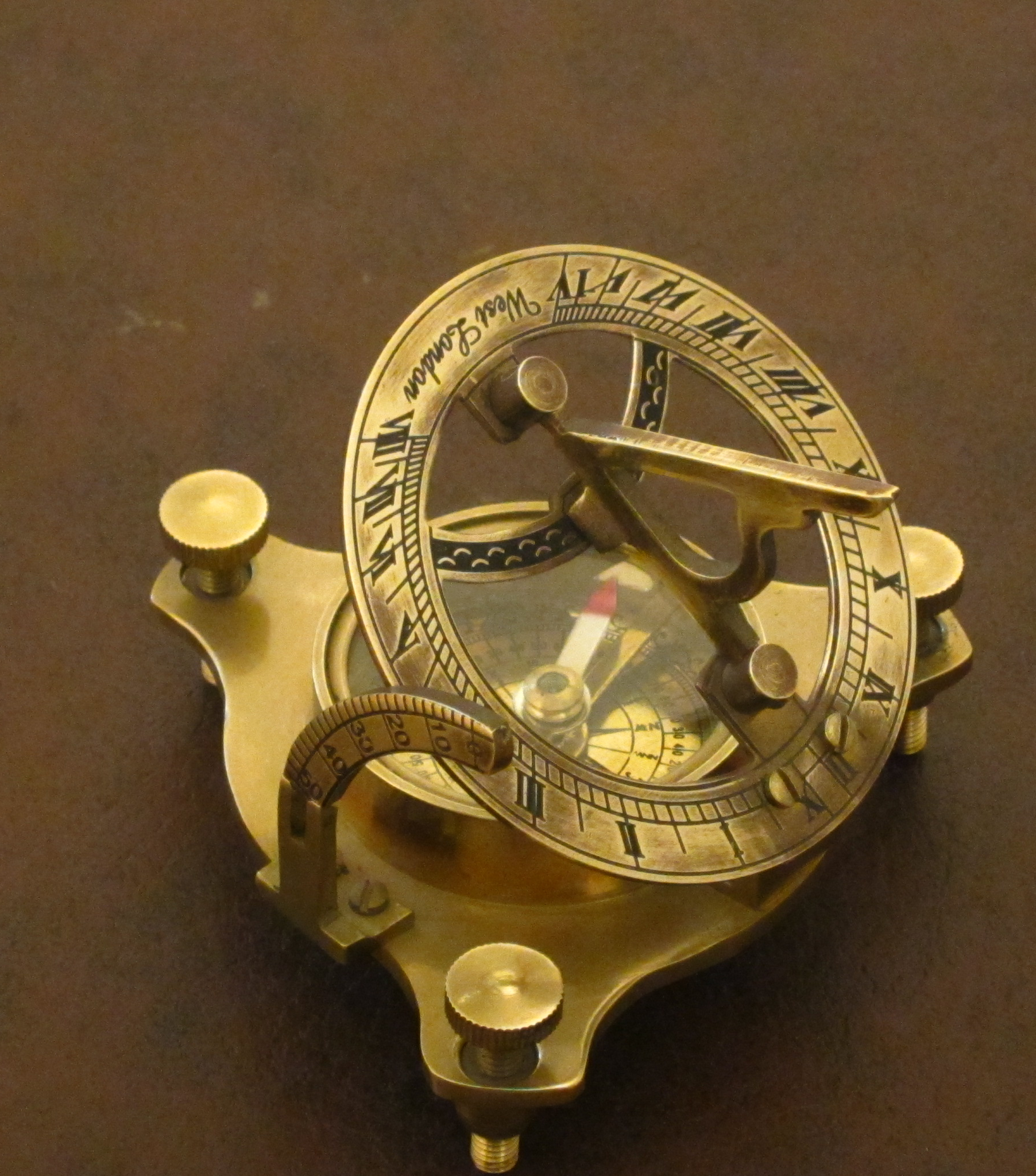
قطب‌نمای خورشیدی مدرن

در سال ۱۶۱۰، ادوارد رایت حلقه دریایی را ابداع کرد که یک حلقه خورشیدی جهانی را بر روی یک قطب‌نمای مغناطیسی قرار می‌داد. این ابزار به دریانوردان امکان می‌داد زمان و میل مغناطیسی را در یک مرحله مشخص کنند. این ابزارها همچنین با نام «قطب‌نمای خورشیدی» شناخته می‌شوند.

## ساختار و عملکرد
سه حلقه این ابزار با توجه به نصف‌النهار سماوی محلی، استوای سیاره و یک جرم آسمانی تنظیم می‌شوند. خود ابزار می‌تواند به‌عنوان شاغول برای تراز شدن با خط عمود استفاده شود. سپس ابزار چرخانده می‌شود تا یک پرتو نور از دو نقطه در ابزار عبور کند. این کار جهت ابزار را در هر سه دوران تثبیت می‌کند.
زاویه بین عمود و پرتو نور، ارتفاع خورشیدی را نشان می‌دهد. ارتفاع خورشیدی تابعی از عرض جغرافیایی، زمان روز و فصل است. هر یک از این متغیرها در صورتی که دو مورد دیگر مشخص باشند، می‌توانند با حلقه‌های نجومی تعیین شوند.

### استفاده به‌عنوان ساعت آفتابی تقویمی
زمانی که زمان خورشیدی دقیقاً ظهر باشد یا از ساعت دیگری مشخص شود، ابزار می‌تواند برای تعیین زمان سال استفاده شود.
حلقه نصف‌النهاری می‌تواند به‌عنوان اشاره‌گر (ابزار) عمل کند، زمانی که حلقه‌ها به‌عنوان ساعت آفتابی استفاده می‌شوند. یک خط افقی تراز شده با نصف‌النهار و با اشاره‌گری که خورشید ظهر را نشان می‌دهد، به‌عنوان خط نصف‌النهاری شناخته می‌شود و زمان را نشان نمی‌دهد، بلکه روز سال را مشخص می‌کند.

### حلقه نصف‌النهاری
حلقه نصف‌النهار سماوی به‌صورت عمودی قرار گرفته و سپس نسبت به جرم آسمانی تا زمانی که موازی خط شمال-جنوب محلی شود، چرخانده می‌شود.

### حلقه استوایی
حلقه استوایی در یک صفحه موازی با استوای آسمانی قرار دارد و به‌صورت عمود بر حلقه نصف‌النهاری قرار گرفته است. این حلقه معمولاً با مقیاس‌های مدرج تجهیز شده و می‌تواند برای اندازه‌گیری بُعد استفاده شود.

### حلقه میل
حلقه میل متحرک است و روی محورهایی که در حلقه نصف‌النهاری قرار دارند، می‌چرخد. این حلقه اغلب با خطوط زودیاک و ستارگان مشخص شده و مشابه اسطرلاب است.